# Випробування респіраторів у виробничих умовах

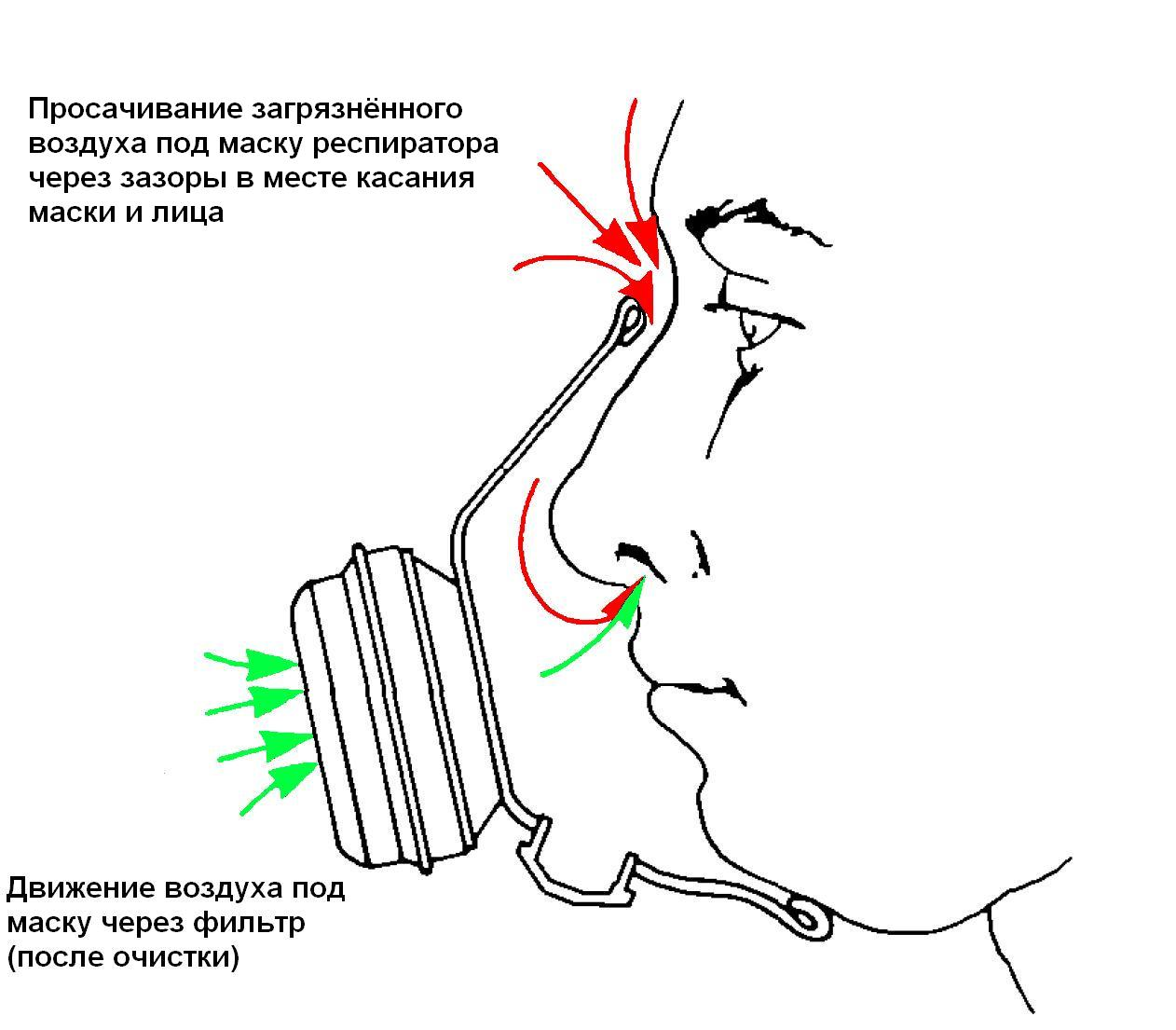
Просочування невідфільтрованого повітря під маску крізь зазори, які утворюються в місці торкання обличчя робітника - основна причина зниження захисних властивостей респіраторів при їх носінні під час роботи (і правильно обраних фільтрах)

Під час роботи в непридатній для дихання атмосфері, використовують засоби індивідуального захисту ЗІЗОД - респіратори. Для збереження життя і здоров'я робітників важливо, щоби використовуваний респіратор забезпечував такий рівень захисту, який відповідає забрудненості повітря. Існують респіратори різних конструкцій, і їх захисні властивості залежно від будови, помітно відрізняються. Щоб вибрати належний респіратор, потрібно заздалегідь знати, який рівень захисту він забезпечить. Через випадки надмірного впливу шкідливих речовин на робітників, які правильно і своєчасно використовували сертифіковані і справні респіратори з високоефективними фільтрами, до кінця 1960-х фахівцям в промислово розвинених країнах, стало ясно, що справжня ефективність ЗІЗОД нижче тієї, яка очікувалася (на підставі винятково лабораторних випробувань). Тому, з  початком від 1970-х років, в промислово розвинених країнах почали проводити випробування ЗІЗОД безпосередньо під час роботи у виробничих умовах. Підсумки цих випробувань показали, що справжня ефективність респіраторів, в цілому значно нижче, ніж при випробуванні в лабораторних умовах. Тому під час розробки нормативних документів, що регулюють вибір і організацію застосування респіраторів, в розвинених країнах використовували результати саме виробничих випробувань.

## Історія питання

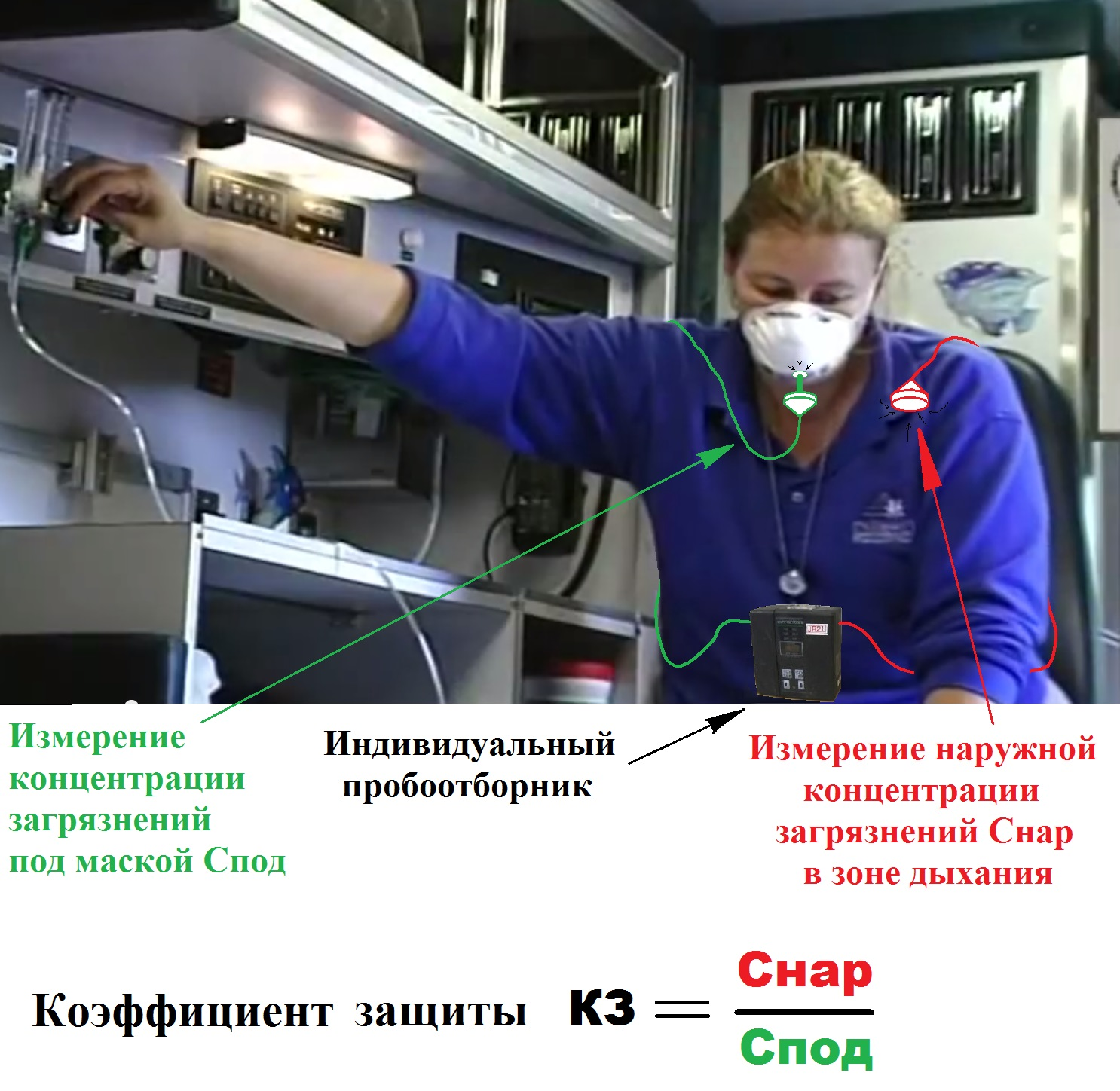
Схема вимірів коефіцієнтів захисту респіраторів у виробничих умовах під час роботи

Після винаходу Шервудом 1958 року першого індивідуального пробовідбірного насоса з'явилася технічна можливість одночасно вимірювати забрудненість повітря і ззовні маски респіратора, і забрудненість вдихуваного повітря (під маскою). Це дозволяє визначити ефективність ЗІЗОД. Але до 1970-х фахівці помилково вважали, що захисні властивості респіратора в лабораторних і в виробничих умовах не відрізняються. Вимірів ефективності респіраторів у виробничих умовах не проводили, а межі областей застосування респіраторів, встановлювали на підставі винятково лабораторних випробувань. Але підсумки перших досліджень показали, що у виробничих умовах захисні властивості респіраторів всіх конструкцій - непостійні, і дуже залежать як від правильності їх використання (безперервне носіння в забрудненій атмосфері, тощо), так і від просочування забрудненого повітря під маску крізь зазори між нею і обличчям. Виявилося, що у виробничих умовах ефективність респіраторів значно нижче, ніж в лабораторних. Це змусило переглянути обмеження області застосування ЗІЗОД різних конструкцій, і спонукало розробити вимоги до організації їх застосування, закріпивши їх в національному законодавстві. Наслідки виробничих вимірювань, також змусили приділяти більше уваги технічним способам захисту (непроникність, вентиляція, автоматизація, зміна технології та інше). 
У респіраторів з лицьовою частиною, котра щільно прилягає до обличчя (фільтрувальні і еластомірні півмаски, повнолицьові маски) відмінність між результатами лабораторних та виробничих випробувань, виникає через просочування невідфільтрованого повітря крізь зазори між маскою та обличчям. Ці зазори утворюються через те, що під час роботи співробітники роблять різноманітні рухи, які не роблять випробувачі в лабораторії, і навіть правильно надягнена маска «сповзає». У респіраторів з лицьовою частиною, яка нещільно прилягає, забруднене повітря може також потрапляти в зону дихання через «піддування» за наявності протягів, яких немає у разі випробувань в лабораторії. Невелике число випробувачів не може забезпечити все різноманіття облич мільйонів робітників (за формою і за розміром), і за ~ 20 хвилин сертифікації в лабораторії, випробувач не може показати все різноманіття рухів, виконуваних мільйонами робітників. Також, випробувачі надягають маски неквапливо і охайніше.

## Оприлюднені результати випробувань у виробничих умовах

### Початковий етап (1970-ті - 1980-ті)

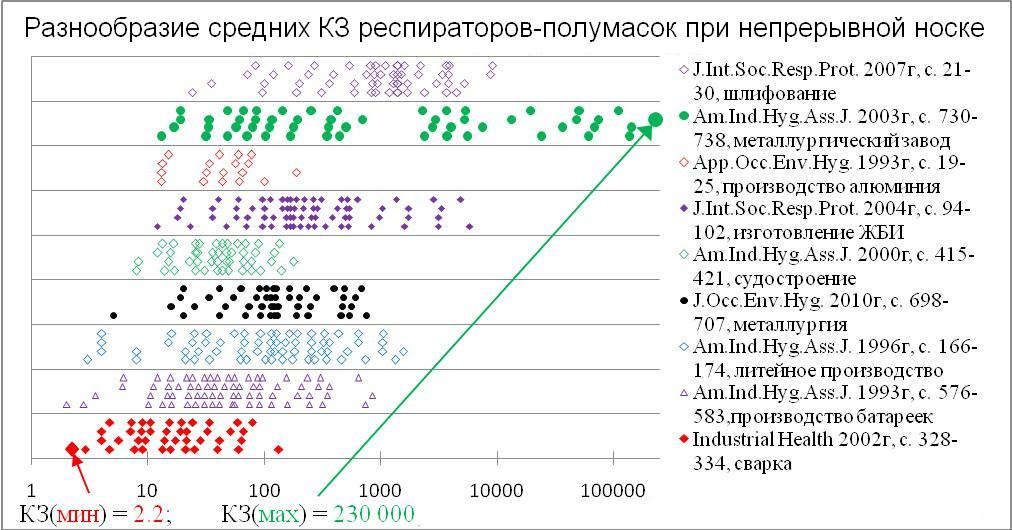
Непостійність зазорів і - як наслідок - різноманітність тривалості і інтенсивності просочування невідфільтрованого повітря під маску призводять до того, що СЕРЕДНІ коефіцієнти захисту респіраторів-півмасок можуть змінюватися в дуже широких межах у різних робітників (при порівнянні один з одним), і в одного робітника при носінні одного респіратора та виконанні однакової роботи (у різні дні)

(1974) Визначалася ефективність респіраторів, використовуваних шахтарями. За допомогою індивідуальних пробовідбірників і пиловловлювачів, одночасно вимірювалися дві концентрації пилу - зовні маски і під маскою. Оскільки респіратор захищає шахтаря лише коли він надягнений, то за допомогою двох терморезисторів (один під маскою, інший на поясі) вимірювалася проміжок часу, впродовж якої використовувався респіратор під час вимірювань (нагрівання терморезистора видихом, було ознакою носіння маски). Оскільки на застосування респіратора впливає його зручність, вивчалося ставлення шахтарів до носіння респіратора. 
(1974)  Дослідження показало, що респіратори можуть бути хорошим доповненням до дієвої знепилювальної вентиляції. Автори рекомендували проводити медобстеження робітників - при прийманні на роботу, і періодично. 
(1975) проводять неодночасно заміри запиленості зовні пневмокаптурів (використовуваних при піскоструминних роботах) і під ними. Вони показали, що вплив на робітників перевищує ГДК, і що подавання під капюшон чистого повітря, значно знижує її. Виявилося, що вплив на робітників у проміжках між виконанням завдань (коли респіратори зняті) може перевищувати ГДК, і що багато СІЗОД - несправні. Автори рекомендували організувати правильне застосування ЗІЗОД, знизити запиленість і використовувати абразивний матеріал з меншим вмістом кварцу. 
(1976) Шляхом одночасного вимірювання концентрацій SO2 зовні півмаски і під маскою були виміряні Коефіцієнти захисту КЗ (відношення середньої концентрації забруднень повітря зовні маски, до середньої концентрації під маскою). Враховували тільки ті результати, коли респіратори використовувалися безперервно. Виявився позитивний зв'язок між зручністю респіратора і КЗ (оскільки у зручних респіраторів ремені затягували тугіше). 
(1979) Вимірювалася ефективність автономних дихальних апаратів MSA з подаванням повітря за потребою, під повнолицьову маску, що використовувалися пожежниками. Для цього відразу після закінчення гасіння пожежі, у них робили аналіз крові для визначення вмісту карбогемоглобіну (наслідок вдихання монооксиду вуглецю СО). Підсумки біомоніторингу показали, що при носінні респіратора з перервами, його ефективність дуже низька, і що за безперервного носіння, вміст карбогемоглобіну значно вище, ніж у людей, які брали участі у гасінні пожеж. Цей та інші подібні результати, спонукали обмежити застосування респіраторів з подачею повітря по потребі (у яких при вдиху тиск нижче, ніж в навколишній атмосфері), і заборонити їх застосування пожежниками, перейшовши на ЗІЗОД з постійно надлишковим тиском під маскою. 
(1980) Ефективність респіраторів та інших ЗІЗ визначали за допомогою біомоніторингу - вимірювали концентрації стиролу у видихуваному повітрі та в сечі. Виявилося, що через слабку адсорбції стиролу крізь шкіру, респіратори можуть забезпечити ефективний захист. 
(1980) Дослідження яскраво показало, що ефективність ЗІЗОД дуже залежить від організації їх застосування і від навчання робітників: середній КЗ у одного робітника, який завжди надягав респіратор перед входом в забруднені приміщення, виявився в 26 разів більше середнього геометричного КЗ всіх інших робітників. Автори поставили питання про поділі оцінок ефективності респіратора (при правильному і безперервному застосуванні) та дієвості захисту робітників (при реальному використанні). 
(1983) КЗ респіратора з примусовим подаванням повітря, виявився значно менше очікуваного (1000) - в 4.5-62 рази. Значна невідповідність лабораторних та виробничих результатів, спонукала провести додаткове дослідження) для визначення причин розбіжності. 
(1983) Через нещільне прилягання лицьової частини, і через те, що робітники часто відкривали підіймальний лицьовій щиток шолома з примусовою подачею повітря (подача> 184 л / хв, очищення> 99.97%), мінімальні КЗ були дуже низькими (два найменших КЗ: 1.1; 1.2). Виявилося, що відпочинок робітників у приміщенні з очищеним повітрям помітно зменшує шкідливий вплив, і що надійно захистити робітників одними респіраторами, можна. Виявилося, що при обчисленні КЗ у разі одного виміру за концентраціями різних речовин, для різних речовин КЗ можуть відрізнятися. 
(1984) Різноманітність КЗ, отримана в цьому і в інших дослідженнях при безперервному носінні респіраторів, спонукали авторів запропонувати обмежувати область допустимого застосування ЗІЗОД різних конструкцій на основі вимірів їх КЗ у виробничих умовах (за безперервного використання). Цей принцип, з деякими видозмінами, використовується в розвинених країнах і зараз. Вони запропонували обмежувати застосування так, щоби в 95% випадків КЗ перевищував очікуваний КЗ з імовірністю 90%. Тому, використовуючи результати вимірів, вони запропонували зменшити очікуваний КЗ півмасок з примусовим подаванням повітря під маску з 500 до 50.
(1984) Порівнювалися захисні властивості респіраторів при їх використанні робітниками з бородою і без бороди у разі впливу великодисперсного пилу. Виявилося, що - на відміну від багатьох інших досліджень - наявність волосся на обличчі не призвело до значного зниження КЗ. В даний час всі західні керівництва з експлуатації респіраторів, вимагають, щоб обличчя було чисто поголене. 
(1984) Це дослідження було третім за ліком, в якому виявилося, що у респіраторів з примусовим подаванням повітря (у яких в лабораторії КЗ постійно перевищує 1000) у виробничих умовах за безперервного носіння, КЗ нижче очікуваного значення (1000): у респіратора 3М КЗ доходили до 28, а у Racal - до 42. Виявлені раніше низькі КЗ, стривожили фахівців - вони не розуміли, чому при подаванні більш 170 л / хв заздалегідь чистого повітря, під нещільно прилеглу лицьову частину, там виявляється багато забруднень . 
- За наслідками досліджень межа області допустимого застосування таких респіраторів, була знижена в 40 разів - з 1000 до 25 ГДК.

Автори згадують, що при вивченні одного з перевірених респіраторів в аеродинамічній трубі за швидкості повітря 2 м/с при певних напрямках обдування, відбувалося зниження КЗ до 17. Дослідження показало, що лабораторні випробування не можуть служити вірогідним показником надійності ЗІЗОД, і автори закликали використовувати для обмеження області застосування ЗІЗОД виміру КЗ у виробничих умовах під час безперервного носіння. 
- Вимірювання у виробничих умовах змусили фахівців розробити термінологію для позначення різних КЗ. В 1982-1985 публічне обговорення[17][18][19] закінчилося тим, що було дано визначення для 6 різних КЗ (вимірюваних в різних виробничих і в лабораторних умовах), які стали використовуватися офіційно[20]. Наприклад, на колективну думку фахівців, очікуваний КЗ (ОКЗ, assigned PF APF) - це мінімальний очікуваний рівень респіраторного захисту, який повинен забезпечити справний респіратор, застосовуваний у виробничих умовах основною масою навчених і тренованих робітників, після перевірки відповідності маски обличчю (см. Очікувані коефіцієнти захисту респіраторів). Для визначення очікуваного КЗ рекомендували використовувати результати вимірів у виробничих умовах, або значення очікуваного КЗ у респіраторів подібної конструкції.

- Також виявилося, що попри сильну непостійність КЗ, їх середні значення визначаються мінімальними значеннями КЗ[21]: Якщо при носінні однієї півмаски одним робітником[22] в одному випадку КЗ = 19, а в іншому = 230 000, то проникання буде 5,26% і 0%, і середня проникність = 2,63%. Тобто, середній КЗ = 38, а не 115 009. На середній КЗ більше впливають мінімальні значення.

Підсумками першого етапу випробувань респіраторів у виробничих умовах стали: вироблення загальноприйнятої зараз термінології для опису захисних властивостей, розробка методики проведення вимірювань КЗ різних видів у виробничих умовах, та розуміння того, що законодавство має встановлювати область обмеження застосування респіраторів різних видів на основі результатів не лабораторних, а виробничих випробувань. Проведені виміри підтвердили конкретними фактами правоту того, що ЗІЗ (органів дихання) - найостанніший, і самий ненадійний засіб захисту, який має застосовуватися лише тоді, коли більш надійні способи застосувати не можна; і застосування ЗІЗОД повинно відбуватися в межах програми респіраторного захисту - комплексу різних заходів, призначених для того, щоб ефективність респіраторів на практиці виявилася такою високою, якою вона може бути (для респіратора даної конструкції).

### Подальші дослідження
(1984) Для захисту від ртуті при виробництві хлору використовувалися одноразові респіратори-півмаски. Розбіг значень КЗ - від 9 до 63. Можливо, реальні значення відрізнялися від виміряних, але врахувати осадження шкідливої речовини в органах дихання виявилося занадто складно. 
(1984) Описано вимір КЗ півмасок, які застосовувались для захисту від аерозолю свинцю. 
(1985) На доповіді, зробленій на виставці та конференції автори повідомили про виміри КЗ півмасок, що використовувалися для захисту від азбесту під час демонтажу теплоізоляції і вогнезахисної стелі. 
(1986) Під час проведення вимірювань КЗ ЗІЗОД автори зіставили їх з результатами біомоніторингу - концентраціями свинцю в крові. Виявився взаємозв'язок. Автори помітили, що порушення правил особистої гігієни, може призвести до потрапляння в організм значної кількості свинцю - попри носіння ефективних респіраторів. 
(1986) За допомогою пасивних дифузійних моніторів вимірювалася ефективність півмасок (середній забрудненості повітря - вдихуваного, і в зоні дихання) при впливі парів органічних розчинників. Причиною надмірної дії, було непостійне використання респіратора в забрудненому середовищі. 
(1986) Вимірювалися КЗ шоломів з ППВ, які застосовувались для захисту від свинцю при виробництві акумуляторів. 
(1986) На доповіді, зробленій на виставці та конференції автори повідомили про виміри КЗ шолома з ППВ, що використовувалися для захисту від азбесту при виробництві гальм. 
(1987) У цьому дослідженні було допущено помилку - для виміру концентрації пилу (яка містить цемент) під маскою використовувалося зважування. Сире видихуване повітря зволожувало пил, і сушіння фільтра не могло усунути збільшення ваги. Тому надалі, намагалися визначати масу певного елемента, і при обчисленні КЗ вказували - для якого елементу він визначений. 
(1987) Для визначення ефективності захисту від парів розчинників під час очищення фарби при використанні повнолицьової маски, автор закріплював на внутрішньому боці респіратора дифузійні монітори. За його повідомленням, вологість повітря, що видихається не перешкоджала проведенню вимірів. 
(1987) На доповіді, зробленій на виставці та конференції автори повідомили про виміри КЗ фільтрувальних півмасок, що використовувалися для захисту від алюмінію, титану та кремнію при поліруванні і шліфуванні. 
(1987) На доповіді, зробленій на виставці та конференції автори повідомили про виміри КЗ шлангових респіраторів з ППВ, які застосовувались для захисту від кремнію в суднобудуванні. 
(1989) Використання шолома з примусовим подаванням повітря, який приєднувався до непромокального костюму за допомогою блискавки, дозволило отримати великий середній геометричний ПКЗ ≈350 і надійно захистити робітників. Виміри показали, що треба більше уваги приділяти організації застосування ЗІЗОД та організації виконання роботи. 
(1989) На доповіді, зробленій на виставці та конференції автори повідомили про виміри КЗ повнолицьових масок, які застосовувались для захисту від свинцю при виробництві свинцю. 
(1989) На доповіді, зробленій на виставці та конференції автори повідомили про виміри КЗ шлангових респіраторів з ППВ, що використовувалися для захисту від аерозолю заліза і кремнію під час абразивної обробки виливків. 
(1990) Вимірювання КЗ трьох моделей повнолицьових масок, сертифікованих HSE показало, що їх КЗ у виробничих умовах значно менше, ніж в лабораторії (мінімальне значення - 11, що в 81 разів менше очікуваного КЗ). 
- У Великій Британії застосування повнолицьових масок обмежили 40 ГДК з 1997р (замість 900 раніше), а в США - 50 ГДК. Див. деталі.

(1990) Дослідження показало, що у співробітників різних спеціальностей півмаски забезпечують різний рівень захисту, і що в одного й того ж робітника при носінні однієї півмаски КЗ може змінюватися в десятки разів. 
(1990) На доповіді, зробленій на виставці та конференції автори повідомили про виміри КЗ фільтрувальних півмасок, які застосовувались для захисту від пилу алюмінію при виробництві цього металу. 
(1990) На доповіді, зробленій на виставці та конференції автори повідомили про КЗ фільтрувальних півмасок, що використовувалися для захисту від свинцю і цинку під час лиття латуні. 
(1990) На доповіді, зробленій на виставці та конференції автори повідомили про виміри КЗ повнолицьових масок з ППВ, що використовувалися для захисту від свинцю при виробництві свинцю. 
(1990) На доповіді, зробленій на виставці та конференції автори повідомили про КЗ шоломів з ППВ, що використовувалися на фармацевтичному заводі для захисту від стероїдів. 
(1991) Вимір захисних властивостей респіраторів-півмасок показало, що вони малоефективні, і що в лабораторних умовах їх захисні властивості значно вище, ніж у виробничих. 
(1992) В огляді вимірювань КЗ респіраторів у виробничих умовах автори показали, що відмінність підсумків виробничих випробувань від результатів лабораторних випробувань, стимулювало проведення виробничих випробувань, а організація, що відповідає за сертифікацію ЗІЗОД в США (Національний інститут охорони праці NIOSH) запропонувала використовувати виробничі випробування для перевірки сертифікації ЗІЗОД, і конкретизувати та впорядкувати використовувану термінологію. Показано, що недостатня кількість забруднень під маскою і недостатня чутливість аналітичного способу, не дозволяють вимірювати великі КЗ, оскільки важко знайти робочі місця з досить великою забрудненістю повітря. 
(1992) На доповіді, зробленій на виставці та конференції автори повідомили про КЗ фільтрувальних півмасок, які застосовувались для захисту від аерозолю заліза, марганцю, титану та цинку під час зварювання і абразивної обробки в суднобудуванні. 
(1993) За безперервного носіння КЗ у респіратора з примусовим подаванням повітря був вище, ніж у півмаски (без примусового подавання повітря). 
(1993) Вимірювали концентрації стиролу під маскою і зовні, і проводили біомоніторинг, вимірюючи концентрації мигдалевої і фенілгліксилової кислот в сечі (вони утворюються при розкладанні стиролу, що потрапив в організм). У разі непостійного носіння, забрудненість вдихуваного повітря зменшилася в 4 рази, а шкідливий вплив на організм в 3 рази. Рекомендувалося для визначення впливу стиролу використовувати біомоніторинг. 
(1993) Для визначення ефективності респіраторів проводили біомоніторинг - вимірювали вміст цинку протопорфірину в крові (збільшується при попаданні свинцю в організм). Виявилося, що вплив свинцю значно знизився. Автори рекомендували використовувати результати вимірів для стимулювання використання респіраторів та дотримання правил особистої гігієни. 
(1993) Вивчалися фільтрувальні півмаски, виявилася позитивний взаємозв'язок між КЗ (використовувалися безперервно) і забрудненістю повітря робочої зони. 
(1993) На доповіді, зробленій на виставці та конференції автори повідомили про виміри КЗ шлангових респіраторів з ППВ, що використовувалися для захисту від кварцу при демонтажі печі. 
(1993-1994) Автори вивчали захисні властивості різних фільтрувальних і еластомірних півмасок, що використовувалися на декількох підприємствах, які виготовляли фарбу, вогнестійкі добавки та акумулятори. 
(1994) На доповіді, зробленій на виставці та конференції автори повідомили про КЗ півмасок, котрі захищали від аерозолю свинцю робочих, що різали (старі) кораблі. 
(1995) Об'єднавши результати проведених раніше вимірювань КЗ півмасок (за безперервного носіння), автор зробив висновок, що в більшості випадків КЗ> 10. Але він не врахував те, наскільки непостійні можуть бути КЗ у окремих робочих, і що безперервне носіння, можливе не завжди. 
(1995) Вимірювання показали, що у респіраторів різних будов (чвертьмаски, півмаски, шоломи з примусовим подаванням повітря) у разі непостійного використання схожі КЗ. Автори опитали учасників, щоб з'ясувати вади різних ЗІЗОД при виконанні різних видів робіт, і дали рекомендації щодо застосування респіраторів в різних умовах. 
(1996) Безперервне носіння напівмасок стала хорошим доповненням до вентиляції, забезпечивши надійний захист. 
(1996) Результати показали, що використання респіраторів в поєднанні з технічними засобами, може надійно захистити робітників. 
(1996) При використанні захисного каптура з примусовим подаванням повітря, не забезпечило надійний захист при абразивному очищенні моста від старої фарби. Виявилося, що вплив свинцю перевищило ГДК. 
(1996) Керівник респіраторного відділу інституту стандартів ANSI пояснив, як обмежували області допустимого застосування ЗІЗОД різних конструкцій (очікувані КЗ). Використовувалися виміри КЗ у виробничих умовах, або обмеження для респіраторів подібної будови. Лише за відсутності таких даних, використовували підсумки вимірів в лабораторії при імітації виконання роботи. 
- Прийняті в США обмеження області допустимого застосування респіраторів різних конструкцій, справедливі тільки за безперервного використання ЗІЗОД в забрудненій атмосфері, що не завжди можливо.

(1998) Вивчалися захисні властивості респіраторів з примусовим подаванням повітря під повнолицьову маску, комплектація яких відрізнялася від заводської (використовували найбільш придатні маски, зручні блоки очищення і дешеві фільтри різних виготовлювачів). З 21 випадку, тільки в 8, такі респіратори захищали робітників. Отримали мінімальний КЗ = 5 - що в 200 разів менше очікуваного (1000). Рекомендували використовувати менш пилові способи роботи, навчати робітників і заборонити використання неукомплектованих ЗІЗОД. 
(1998) Дослідження показало, що КЗ респіраторів одного типу (півмасок) - але різних моделей, значно відрізняються. 
(1999) При впливі стиролу на органи дихання і шкіру проводився біомоніторинг. Виявилося, що адсорбція шкірою невелика, і що носіння респіраторів дужче впливає на шкідливий вплив, ніж носіння захисного одягу. 
(1999) Для виміру коефіцієнтів захисту повнолицьових масок, автори використовували оригінальну методику. Оскільки ступінь очищення повітря високий, то концентрація шкідливої речовини під маскою часто така маленька, що її важко виміряти, а автори приєднали до маски каптур, під який подавали контрольний газ SF6, концентрація якого вимірювалася стаціонарним приладом за допомогою довгих трубок (співробітники не переміщалися на великі відстані). Це дозволило точно визначити просочування між маскою та обличчям. Також використовували стандартну методику ЄС для визначення просочування - як при сертифікації. 
(2000) Автори вимірювали ефективність респіраторів (зовнішню і підмасочну концентрації стиролу), і проводили біомоніторинг, вимірюючи концентрації стиролу в сечі. Виявилося, що ефективність захисту робітника при непостійному використанні респіраторів значно нижче, ніж ефективність самих респіраторів - вплив на людей зменшувався лише на 5-60%, і перевищував допустимий. 
(2000) Вимір КЗ у півмасок з і без примусового подавання повітря показало, що за непостійного носіння, вони в більшості випадків менше очікуваних (у першого ЗІЗОД ~ 85-91% значень <50; у другого ~ 82-89% значень <10). 
(2000) При виготовленні суден зі склопластику вплив стиролу на робітників залежав не тільки від респіраторів, але і від забрудненості повітря в їдальні, і за безперервного носіння ЗІЗОД, надійно захищають на робочому місці. Точність вимірювань може залежати від поглинання газів шкірою. 
(2000) Вимір КЗ фільтрувальних півмасок у разі їх непостійного носіння показало, що - в поєднанні з поліпшенням роботи вентиляції, заміни сухого підмітання прибиранням з пилососом та інше, у всіх випадках забрудненість вдихуваного повітря не перевищила ГДК. 
(2001) Вимір КЗ респіратора з примусовим подаванням повітря, що використовувався безперервно (під час шліфування), показало що він> 1000. 
(2001) На доповіді, зробленій на виставці та конференції автори розповіли про виміри КЗ каптурів з ППВ, що використовувалися для захисту від кадмію при виробництві нікель-кадмієвих акумуляторів. 
(2002) Вимір КЗ півмасок показало, що за підвищеної температури і при непостійному носінні, КЗ можуть бути дуже низькими, в половині випадків <2. Автори рекомендували зробити загальнобмінну вентиляцію, використовувати прохолодну їдальню з чистим повітрям і використовувати ЗІЗОД з примусовим подаванням повітря. 
(2002) Досліджувалися обмеження областей застосування різних ЗІЗОД. Зіставивши значення тих очікуваних КЗ, який було встановлено на підставі виробничих випробувань, з тими очікуваними КЗ, які (через відсутність дорогих виробничих випробувань) вибирали за аналогією, і врахувавши розрідження під маскою при вдиху (причину просочування крізь зазори), автори запропонували знизити очікувані КЗ шлангових респіраторів з безперервним подаванням повітря під маску зі 100 до 40. 
- Зараз в Англії діє запропоноване авторами обмеження[72].

(2002) Вимір КЗ індивідуально підібраних напівмасок (які застосовувались без перерв) показало, що вони забезпечують надійний захист від зварювального аерозолю. 
(2003) Вивчалося, як відповідність маски обличчю робітника впливає на КЗ респіратора. Виявилося, що хоча КЗ - випадкова непередбачувана величина, що залежить від різних чинників, але при носінні придатної маски, середні КЗ у робітників помітно вищі, ніж у разі носіння менш придатної маски. Такі результати, отримані і в лабораторних, і у виробничих умовах, стали підставою для законодавчого закріплення вимоги - підбирати маску індивідуально, і приладами перевіряти наявність зазорів. В одному випадку у півмаски був отриманий великий КЗ = 230 000. Але за носіння тієї ж напівмаски тим же робітником, при виконанні схожої роботи, в іншій раз КЗ був 19. Результати вимірювань КЗ у інших робітників показали таке ж значну непостійність (наприклад - 51 600 і 13). 
(2004) В для опису захисних властивостей респіраторів визначили, що очікуваний КЗ - це коефіцієнт захисту, який забезпечується респіратором для певної частки робітників з певною ймовірністю. Пізніше, при обробці підсумків вимірювань КЗ (почасти через відсутність результатів неодноразових вимірів у одного робітника, що безперервно використовував респіратор), очікуваний КЗ фактично став прирівнюватися до нижнього 5% довірчого інтервалу всіх значень КЗ (за безперервного носіння) - без урахування їх відмінностей у різних робітників. Так як до 2004р зробили багато неодноразових замірів КЗ у одного співробітника (за безперервного носіння), Нікас і Нейгхауз спробували визначити - при якому очікуваному КЗ, буде надійно захищено не менше 95% робітників більш ніж в 95% випадках носіння ЗІЗОД. Вони врахували непостійність КЗ окремого робітника і мінливість середніх КЗ у різних робітників. Виявилося, що при очікуваному КЗ = 10 ефективність півмасок буде недостатньою, і вони радили зменшити очікуваний КЗ до 5; та знизити очікуваний КЗ шоломів з примусовим подаванням повітря.
(2004) Мінімальний коефіцієнт захисту фільтрувальних півмасок (після індивідуального підбору і перевірки) при захисті від великозернистого пилу за безперервного використання, перевищував очікуваний КЗ.

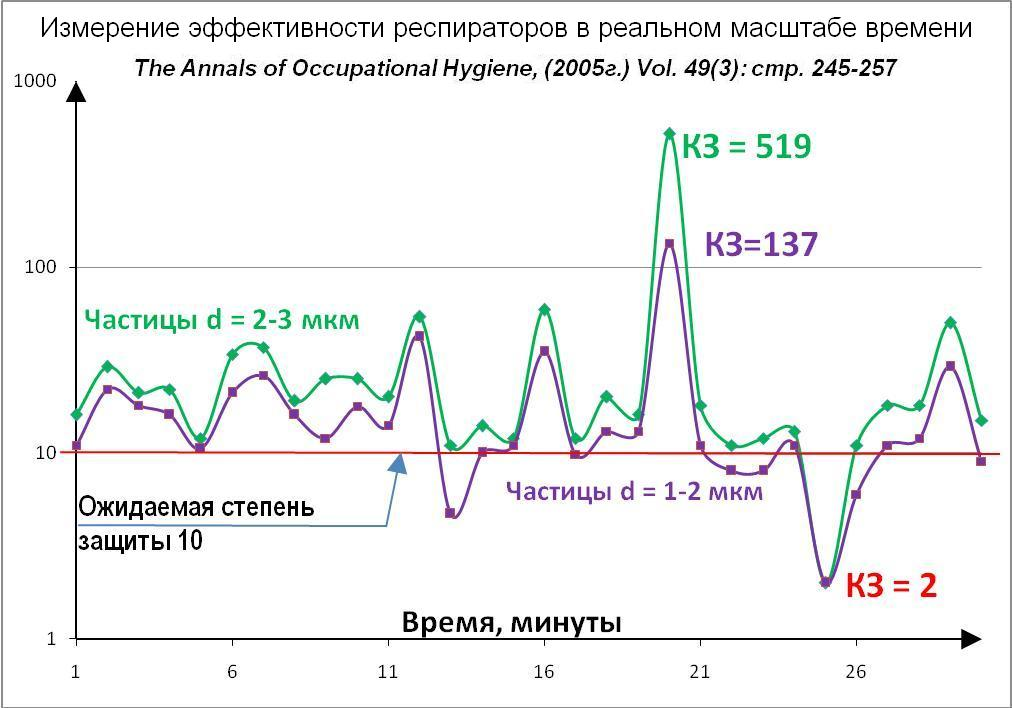
Підсумки вимірювання КЗ фільтрувальної півмаски за допомогою унікального обладнання в дійсному вимірі часу. Видно, що скупчення пилу під маскою, змінюється в десятки разів за лічені хвилини

(2005) Описано унікальний переносний прилад, що дозволяє визначати рахункові концентрації частинок під маскою і зовні маски під час роботи в дійсному вимірі часу, враховуючи оптичний діаметр частинок 0.7-10 мкм (5 діапазонів розмірів). Використання приладу при вимірюванні КЗ фільтрувальної напівмаски за безперервного використання наочно показало, що вони дуже непостійні, і що дрібні частинки краще проходять під маску. 
(2005) Автори вимірювали КЗ фільтрувальних півмасок у разі впливу грибів і різних мікроорганізмів. Виявилося, що КЗ залежать від виду мікроорганізму. 
(2007) Вимір КЗ повнолицьових масок (за безперервного носіння) показало, що робітники надійно захищені. За час вимірювань (1-3 години) в 2 випадках з 52 робітники знімали респіратори, щоб щось сказати один одному, і ці результати не враховувалися. Але при зніманні ЗІЗОД дієвість захисту робітників може значно знизитися. Це показує, як важливо правильно організувати застосування ЗІЗОД, і за потреби, використовувати переговорні пристрої. 
(2007) Крім вимірів зовнішньої і підмасочної концентрацій розчинників (ксилолу і етилбензолу) проводився біомоніторинг (вимірювалася концентрація метилгіппурової кислоти в сечі). За допомогою встановленого раніше взаємозв'язку між концентраціями ксилолу в повітрі і концентраціями метилгіппурової кислоти в сечі вирахували частки розчинника, що надходить в організм через легені і шкіру. Виявилося, що при КЗ респіраторів 17-25 більше половини ксилолу надходить в організм крізь шкіру. Автори радили використовувати безпечні способи забарвлення, оскільки носіння захисного одягу за високої температури повітря в субтропіках утруднене. 
(2007) Автори повторили обчислення очікуваного КЗ, що проводилися Нікасом і Нейгхаузом, ускладнивши математичну модель, і додавши результати нових досліджень. Оскільки в нових дослідженнях були великі КЗ, то вийшло, що у півмасок очікувані КЗ = 10. 
(2007) За безперервного носіння, фільтрувальні півмаски забезпечили надійний захист співробітників металургійного заводу. 
(2007) При безперервному використанні фільтрувальних напівмасок високої якості навченими і тренованими робочими після індивідуального підбору і перевірки, при виконанні малорухомої роботи і впливі великозернистого пилу (який погано просочується крізь зазори між маскою та обличчям) найменший виміряний КЗ був більше очікуваного КЗ = 10 в 2.4 рази (= 24). Але автори не радили збільшувати очікуваний КЗ, оскільки в інших умовах результат може виявитися значно гірше. 
(2008) При правильному використанні респіраторів з примусовим подаванням повітря, робітники були надійно захищені. У цьому і в багатьох інших дослідженнях забрудненість повітря під маскою була менше порогу чутливості використаних методів аналізу - у всіх вимірах, і автори помітили, що для перевірки ЗІЗОД важко знайти такі місця, де була б достатня забрудненість повітря. 
(2009) При правильному виборі і використанні ЗІЗОД високої якості, в більшості випадків забрудненість повітря під маскою була нижчою порога чутливості використаних методів аналізу. 
(2010) Використання спеціального приладу показало, що при впливі частинок з великим оптичним діаметром коефіцієнти захисту (за безперервного носіння) вище. 
(2012) Автори огляду описали результати низки досліджень шоломів з ППВ Airstreem, що використовувалися на металургійних підприємствах Англії.
| Вимірюваний параметр | Число досліджень † | Число учасників | Число вимірів |
| -------------------- | ------------------ | --------------- | ------------- |
| Ефективні КЗ         | 18                 | >381            | >526          |
| Виробничі КЗ         | 45                 | >569            | >1853         |
| Біомоніторинг        | 9                  | >193            | >644          |
| Всього:              | 74                 | >1141           | >3061         |

† -  Тільки опублікованих. Багато досліджень проводилося, але вони не були оприлюднені, хоча їх підсумки були відомі фахівцям і використовувалися. 
- Результати цих досліджень дозволили отримати правильне уявлення про дійсну ефективність ЗІЗОД різних конструкцій, і дізнатися, які чинники на неї впливають. Застосування біомоніторингу дозволило також визначити ефект від використання респіраторів - фактичне зменшення потрапляння шкідливих речовин в організм. У розвинених країнах наслідки цих вимірювань, стали підставою для розробки національного законодавства, що регулює порядок вибору і організації застосування ЗІЗОД (див. Законодавче регулювання вибору та організації застосування респіраторів). Зокрема, так як найменші КЗ напівмасок за постійного носіння досягають 1.6 (і доходять до 1 за непостійного носіння), то в США не допускається їх використання за забрудненості повітря> 10 ГДК; а застосування повнолицьових масок (мінімальний КЗ при безперервному використанні = 11[38]) обмежено у Великій Британії 40 ГДК.
- Використання результатів вимірювань не тільки в лабораторних, але і в реальних виробничих умовах, дозволило розробити науково обґрунтовані рекомендації щодо вибору та організації застосування респіраторів (див. Очікувані коефіцієнти захисту респіраторів).

### Інші дослідження ефективності ЗІЗОД під час видобутку вугілля
В автори на підставі інструментальних вимірів показали, що середнє зниження запиленості вдихуваного повітря при видобутку вугілля в Англії за рахунок використання півмасок, становить 41% (в 1.7 раза). Це пов'язано з тим, що через використання ефективної вентиляції запиленість повітря низька, і шахтарі за своїми суб'єктивними відчуттями не можуть визначити - коли запиленість починає перевищувати 1 ГДК, і пора одягати респіратор - та не використовують ЗІЗОД своєчасно. 
В показано, що під час використання півмасок в США, концентрація пилу вдихуваного повітря, знижується на 92% (в 12.5 разів) - при роботі виїмкового комбайна, і на 67% (в 3 рази) в середньому, а за використання шоломів з примусовим подаванням повітря - приблизно в 2 рази (при очікуваному зниженні 10 для півмасок і 25 для шолома). У наступних публікаціях CDC, щодо зниження запиленості під час підземного видобутку корисних копалин, ЗІЗОД не згадуються.

## Вимірювання ефективності респіраторів у виробничих умовах в колишньому СРСР
- В 1967[89] в кубанському сільськогосподарському інституті було розроблено засіб індивідуального захисту з примусовим подаванням повітря "Екран-1м". Його було випробувано у виробничих умовах на с / г підприємствах і на 1 шахті, і успішно впроваджено в 5 колгоспах для захисту співробітників під час роботи з отрутохімікатами. Автор зауважив, що застосовувані тоді респіратори і протигази малоефективні, і з ряду причин робітники відмовляються їх застосовувати[90].

- В 1983[91] і 1988[92] Б. М. Тюриков і А. П. Гаврищук вимірювали захисні властивості протипилових респіраторів (напівмасок Кама, Пелюсток, Пахтакор, РП-КМ, Сніжок; та шолома з примусовим подаванням повітря Racal). Отримані ними КЗ протиаерозольних півмасок (від 2.8 до 125) добре узгоджуються з підсумками досліджень, описаними вище, і показують неприпустимість використання півмасок без примусового подавання повітря за великої концентрації забруднень. Це також показуює, що розроблені в СРСР респіратори - півмаски (деякі - півстоліття тому) за захисними властивостями, принаймні, не кращі, ніж західні моделі. Результати цих виробничих вимірювань суперечать всім опублікованим рекомендаціям радянських авторів (заснованим, в основному, на підсумках лабораторних вимірювань, і рекомендаціях інших авторів) та дослідно підтвердили сумніви у високих захисних властивостях півмасок, котрі висловлюються ще в середині 20-го століття:

Від редакції. Поміщаючи справжню статтю, редакція вважає, що остаточне визначення придатності респіраторів може бути зроблено тільки після випробування їх в умовах виробництва. Лабораторні випробування не дають відомостей про зручність користування маскою (півмаскою) в складних умовах роботи, від відсутності зсуву при руху голови, відсутності підсмоктування крізь видихувальний клапан і тощо.
+
... Бажано випробувати обтюратори з пневматичним ущільнювачем.
Респіратор ПРБ-1 ... забезпечений дуже жорстким гумовим обтюратором, який занадто тисне на обличчя, але при цьому не усуває частого сповзання півмаски.
У респіратора Ф-45 ... конфігурація країв маски така, що можливо часте зіскакування її з обличчя.
Досі не вирішено проблему розмови в півмасці. Щоб дати розпорядження або попередити про небезпеку, треба знімати респіратор, що неприпустимо в запиленому середовищі...
Але важливі результати, отримані при проведенні більш ніж 190 замірів, не притягли до себе уваги, і російською мовою продовжують публікуватися необґрунтовані рекомендації щодо використання півмасок при забрудненості повітря до 1000 ГДК. 
Отримані результати спонукали Бориса Михайловича Тюрикова розробляти респіратори з примусовим подаванням повітря, що мають високі захисні властивості, які було підтверджено випробуваннями у виробничих умовах. На підставі проведених наукових досліджень було налагоджено випуск ЗІЗОД «НИВА» з примусовим подаванням повітря. 
- В 1979[97] і в 1987[98] проводилися дослідження фільтрувальних півмасок, у яких між волокнами фільтрувального матеріалу є частки сорбенту, котрий дозволяє їм вловлювати шкідливі гази за невеликої концентрації. Але вимірювали КЗ по газу, а не по пилу - основного забруднення, від якого повинні захищати ці респіратори. Так як навіть при визначенні КЗ тільки по аерозолю - але з різними речовинами - можуть вийти різні КЗ для одного виміру[83][13], то отримані підсумки (коефіцієнти захисту по газу) некоректно використовувати для оцінки КЗ фільтрувальних півмасок для аерозолів. Крім того, механізм уловлювання молекул газу (дифузія) і аерозолю (великозернистого - переважно інерційне осадження і торкання / зачеплення; дрібнозернистого - торкання / зачеплення, дифузія і інерційне осадження) - принципово відрізняються.

- В 1979[99] для захисту від хлористого метилену на суднобудівному заводі намагалися використовувати ЗІЗОД з примусовим подаванням повітря (пневмокостюмів ЛГ-У і ЛГ-Т). Це було пов'язано з тим, що шкідлива речовина потрапляла в організм не тільки через органи дихання, але й крізь шкіру. Виміряні високі коефіцієнти захисту (КЗ = 907 у ЛГ-У, і 9690 у ЛГ-Т) узгоджуються з результатами вимірів захисних властивостей респіраторів з примусовим подаванням повітря, що проводилися в США. Менше значення у ЛГ-У пояснювалося проникання газу крізь тканину костюма.

## Аналіз результатів вимірювань захисних властивостей респіраторів
- Результати вимірювань показували, що респіратори - найостанніший і найненадійніший засіб захисту, їх ефективність нестабільна і непередбачувана, і вони не можуть замінювати заходи щодо зниження забрудненості повітря - а лише доповнювати. Незручності при носінні, важкість при спілкуванні[78], перегрів при підвищеній температурі[70] та інші недоліки не завжди дозволяють використовувати їх своєчасно - а це може зробити їх застосування безглуздим. Носіння респіратора знижує працездатність. Біомоніторинг показав, що іноді і при своєчасному носінні респіраторів, шкідливі речовини можуть потрапляти в організм іншими шляхами (наприклад - крізь шкіру[79]) - іноді навіть в більшій кількості, ніж через органи дихання; і що КЗ робітника - нижче КЗ респіратора[48].

- Але коли головним шляхом надходження шкідливих речовин в організм є органи дихання, і коли використання інших - надійних - способів (герметизація устаткування, вентиляція ...) неможлива, або їх використання не дозволяє знизити забрудненість повітря до прийнятного рівня, то правильно вибрані і індивідуально підібрані респіратори, використовувані навченими і тренованими робітниками в межах програми респіраторної захисту (виконуваної відповідно до вимог законодавства), і пристосовані для наявних умов роботи, можуть забезпечити надійний захист.

## Використання результатів вимірювань
Порівняння результатів випробувань респіраторів в лабораторних і в виробничих умовах показало, що лабораторні випробування не дозволяють правильно оцінити реальну ефективність респіраторів (навіть при їх безперервному використанні). Тому при обмеженні області допустимого застосування різних ЗІЗОД, закріпленого в законодавстві розвинутих країн (див. Законодавче регулювання вибору та організації застосування респіраторів), стали використовувати результати саме виробничих випробувань. Це, наприклад, призвело до зміни обмежень для повнолицьових масок з високоефективними фільтрами з 100 до 50 ГДК (США), і з 900 ГДК до 40 ГДК (Англія); у респіраторів з примусовим подаванням повітря: під нещільно прилеглу лицьову частину - з 1000 ГДК до 25 ГДК (США), під півмаску - з 500 до 50 ГДК (США), під повнолицьову маску - з 100 до 40 ГДК (Англія); респіраторів з подаванням повітря за потребою під повнолицьову маску - з 100 до 50 ГДК (США). Підсумки численних виробничих випробувань, та їх обговорення фахівцями, призвели до обмеження області допустимого застосування півмасок 10 ГДК (США).
| Тип ЗІЗОД, країна                                                            | КЗ при сертифікації (2013)                  | Обмеження до виробничих випробувань (рік) | Обмеження після виробничих випробувань (2013) | Мінімальні виміряні КЗ                                              |
| ---------------------------------------------------------------------------- | ------------------------------------------- | ----------------------------------------- | --------------------------------------------- | ------------------------------------------------------------------- |
| Шолом з примусовим подаванням повітря, США                                   | > 250 000                                   | до 1000 ГДК                               | до 25 ГДК                                     | 21, 28 ...                                                          |
| Повнолицьові маска, США                                                      | > 250 000                                   | До 100 ГДК (1980)                         | До 50 ГДК                                     | 11, 17 ...                                                          |
| Повнолицьова маска, Англія                                                   | > 2000 (щодо газу) або > 1000 (по аерозолю) | До 900 ГДК (1980)                         | До 40 ГДК                                     | 11, 17 ...                                                          |
| Півмаска, США                                                                | > 25 000                                    | до 10 ГДК з 1960-х                        | до 10 ГДК з 1960-х                            | 2.2, 2.8, 4 ...                                                     |
| Ізолювальні дихальні апарати без постійного надмірного тиску під маскою, США | > 250 000                                   | до 1000 ГДК (1992)                        | до 50 ГДК                                     | (біомоніторинг показав низьку ефективність при впливі чадного газу) |

Істотна відмінність результатів лабораторних та виробничих випробувань спонукало NIOSH зажадати від виробників високоефективних ЗІЗОД проводити виробничі випробування - як умову сертифікації респіратора в США. 
В Україні, СРСР і в РФ не було і немає жодного нормативного документа, який би регулював вибір та застосування респіраторів. Єдиних загальнодержавних вимог до роботодавця в Україні немає, і області допустимого застосування респіраторів не обмежені. Через практично повну відсутність виробничих випробувань ЗІЗОД у виробничих умовах рекомендації російськомовних авторів - не обґрунтовані і зазвичай дуже завищені; їх не можна використовувати. Тому при виборі та організації застосування ЗІЗОД бажано використовувати не рекомендації, засновані на лабораторних випробуваннях, а досвід розвинених країн, закріплений в їх законодавстві.
- Через те, що респіратори - ненадійний засіб захисту[103], Національний інститут охорони праці (NIOSH) проводить роботу щодо зменшення впливу пилу під час підземного видобутку корисних копалин. Розроблені навчальні посібники щодо зниження запиленості при видобутку вугілля[104], та інших корисних копалин[105], та інші подібні документи з конкретними рекомендаціями.

## Рекомендовані навчальні посібники
Використовуються при підготовці фахівців з охорони праці в США (та ін), розроблені на підставі результатів випробувань респіраторів у виробничих умовах, та відповідають вимогам національного законодавства до вибору та організації застосування ЗІЗОД
- Ненсі Боллинджер, Роберт Шюц «NIOSH Guide to Industrial Respiratory Protection» NIOSH, 1987 г. [Архівовано 4 березня 2016 у Wayback Machine.] Є переклад: «Керівництво по застосуванню респіраторів в промисловості» 1987 [Архівовано 26 січня 2022 у Wayback Machine.] (рос.)
- Лінда Розенсток Керівництво Національного інституту охорони праці (NIOSH) з профілактики туберкульозу в медустановах 1999 [Архівовано 22 грудня 2021 у Wayback Machine.]. є Вікіпідручник [Архівовано 22 березня 2016 у Wayback Machine.]. (рос.)
- Ненсі Боллинджер: Керівництво з вибору респіраторів NIOSH, 2004 [Архівовано 11 грудня 2015 у Wayback Machine.] Є переклад: Керівництво з вибору респіраторів. 2004 [Архівовано 23 січня 2022 у Wayback Machine.]. є Вікіпідручник [Архівовано 27 січня 2022 у Wayback Machine.]. (рос.)
- Англійське навчальний посібник з вибору та організації застосування респіраторів, англійською мовою, 4 видання (2012) Respiratory protective equipment at work. A practical guide. HSE  [Архівовано 27 березня 2014 у Wayback Machine.] 59 с.
- Керівництво по вибору і організації застосування респіраторів (ФРН), німецькою мовою (2011) Benutzung von Atemschutzgeräten [Архівовано 10 серпня 2015 у Wayback Machine.] 174 с.
- Керівництво по вибору і організації застосування респіраторів (Канада), французькою мовою (2002) Guide pratique de protection respiratoire [Архівовано 29 червня 2015 у Wayback Machine.] 55 с.

Керівництва NIOSH по захисту від пилу без використання ЗІЗОД:
- Jay F. Colinet, James P. Rider, Jeffrey M. Listak, John A. Organiscak, and Anita L. Wolfe Best Practices for Dust Control in Coal Mining [Архівовано 4 грудня 2014 у Wayback Machine.] National Institute for Occupational Safety and Health. - Pittsburgh, PA; Spokane, WA. - DHHS (NIOSH) Publication No. 2010-110, 2010. - 84 c.
- Andrew B. Cecala, Andrew D. O’Brien, Joseph Schall, Jay F. Colinet et al Dust Control Handbook for Industrial Minerals Mining and Processing [Архівовано 18 березня 2015 у Wayback Machine.]. - National Institute for Occupational Safety and Health. - Pittsburgh, PA; Spokane, WA. - DHHS (NIOSH) Publication No. 2012-110, 2012. - 312 c.